# Phare de Fulehuk
Le phare de Fulehuk (en norvégien : Fulehuk fyr) est un phare actif situé à l'entrée de l'Oslofjord extérieur, sur le récif de Fulehuk, dans la commune de Færder, comté de Vestfold.
Il est géré par l'administration côtière norvégienne (en norvégien : Kystverket).

## Historique
Le phare a été allumé le 1er novembre 1821 . En 1841, le phare est devenu le premier au pays avec une cloche de brouillard. Celle-ci a été remplacée en 1879 et 1885. En 1912, un hangar à bateaux est aménagé et le phare reçoit l'électricité en 1938. En 1989, le phare de Fulehuk est éteint et remplacé par le phare d'Hollenderbåen. Seule une lumière active (lumière rouge occultant une fois toutes les 6 s) se trouve sur un pylone.
Le phare de Fulehuk est situé sur le récif de Fulehuk du côté ouest du fjord d'Oslo en tant que point le plus à l'est de la municipalité de Nøtterøy. La résidence d'origine du gardien de phare était construite en pierre et était sur un étage.
En 2005, la municipalité de Nøtterøy a acheté la station maritime à l'administration côtière norvégienne. Une association de bénévoles, Fulehuks Venner (Amis de Fulehuk), a pris en charge l'entretien de la station. La station est maintenant disponible pour la location à la nuitée. Le récif est accessible uniquement par bateau (un service de bateau-taxi est disponible).
Il est situé dans le Parc national de Færder.

## Caractéristiques dufeu maritime
Identifiant : ARLHS : NOR-015 ; NF-031600 - Amirauté : B2496 - NGA : 0680.

### Galerie

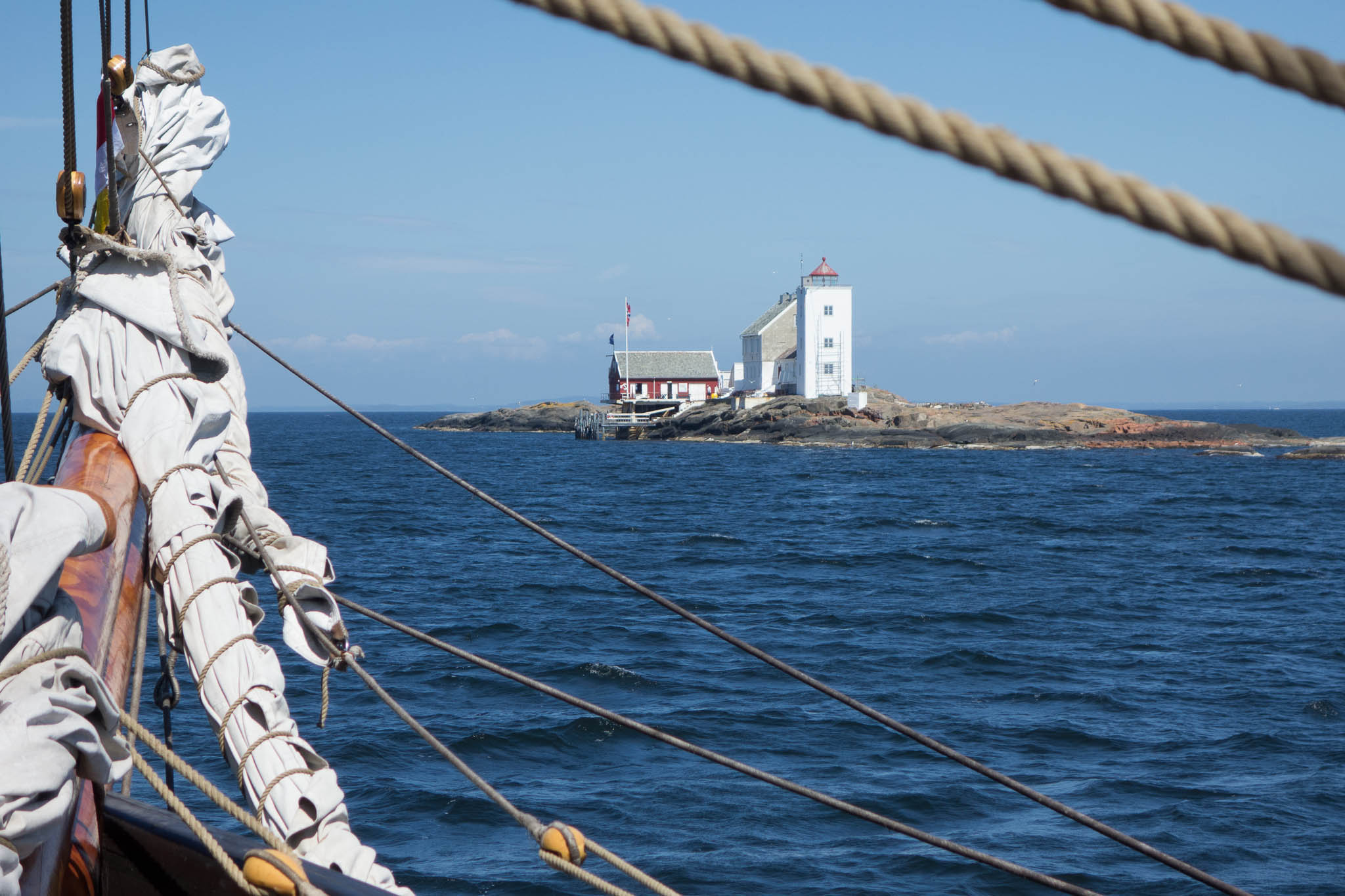
le récif et le phare
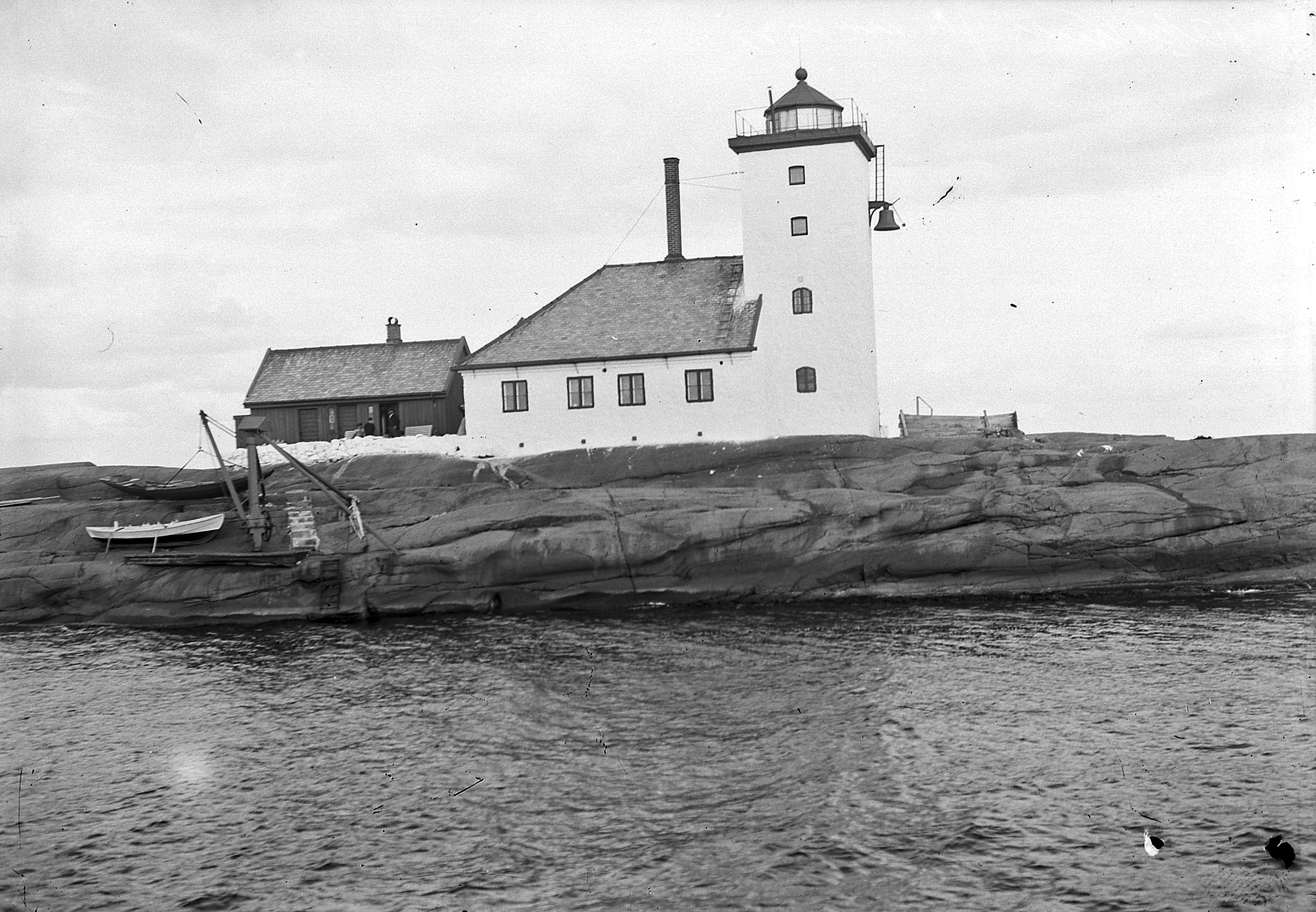
Le phare (entre 1890 et 1900)

### Lien connexe
- Liste des phares de Norvège